# کشتار دشت لیلی

تصویر یک گور دسته جمعی از کشتار جمعی، منتشر شده توسط سازمان ملل متحد و پزشکان برای حقوق بشر.

کشتار دشت لیلی در دسامبر سال ۲۰۰۱ برابر با عقرب ۱۳۸۰ در زمان حمله آمریکا به افغانستان در بیابان دشت لیلی در شمال افغانستان روی داد. برخی منابع تعداد کشته‌ها را چند صد نفر از طالبان زندانی و برخی دیگر چند هزار طالب ذکر می‌کنند. در این کشتار فقط اعضای طالبان کشته شدند. این قتل عام در تلافی کشتار مزار شریف انجام شد که طالبان ۱۰ هزار غیر نظامی را در مزار شریف کشتند. 
این قتل‌عام حین انتقال طالبان زندانی توسط سربازان جنبش ملی از قندز به شبرغان و تحت نظارت نیروهای وفادار به ژنرال رشید دوستم رخ داد. بسیاری از زندانیان هنگام انتقال در کانتینرهای فلزی خفه شدند و برخی شاهدان عینی نیز می‌گویند کسانی که از کانتینرها جان سالم به‌در برده بودند به ضرب گلوله کشته شدند.
بعضی از زندانیان از بازماندگان نبرد قلعه جنگی مزار شریف بودند. رشید دوستُم در سال ۲۰۰۹ این اتهامات را رد کرد. رئیس‌جمهور وقت آمریکا، باراک اوباما در سال ۲۰۰۹ دستور انجام تحقیقات در مورد این کشتار را صادر کرد.